# EL/M-2207雷達
EL/M-2207雷達是由以色列Elta公司生產的EL/M-2200系列當中作為海岸或者是水面艦艇用的搜索雷達，可以用來取代原先使用於薩爾級飛彈快艇上的法國海王星／海神（Neptune/Triton）雷達。
EL/M-2208雷達則是在EL/M-2207系統上增加一個X波段傳收器，兩者在外觀上幾乎相同，使用相同的主天線和旁波瓣消除天線與傳送器。
使用雙波段的目的是為了能夠同時滿足對空與對海搜索的需要。S波段配合數位移動目標指示具有較高的對空偵測距離，X波段可以避開近距離偵測時多路徑的反射訊號問題。對2平方公尺雷達截面積大小的空中目標的有效偵測距離為30公里。
使用國家包括以色列、智利、南非、墨西哥與中華民國。其中中華民國海軍採購4套安裝與武進二型作戰系統改裝後的陽字號驅逐艦上使用。